# Готландский исторический музей
Готландский исторический музей (швед. Gotlands museum) — музей округа Готланд, расположенный в городе Висбю. Он был основан Обществом любителей древностей Готланда в 1875 году по инициативе Пера Арвида Севе. Музею принадлежит несколько домов и ферм на Готланде, некоторые из которых используются в качестве музеев. Здесь также есть издательство книг на темы, связанные с историческим наследием острова.

## Коллекции
Коллекции музея насчитывают около 400 000 предметов, которые хранятся в трёх хранилищах. Самым крупным из них является Magasin Visborg за пределами Висбю, и с 2014 года это хранилище открыто для публики.
Коллекции разделены на следующие разделы:
- Коллекция культурной истории — одежда, текстиль, предметы домашнего обихода, оружие, сельскохозяйственные предметы.
- Коллекция произведений искусства — картины, графические гравюры, скульптуры.
- Археологическая коллекция — предметы, представляющие историю Готланда, от 7000-летних каменных топоров до средневековых печатей. Находки из раскопок на острове.
- Коллекция естественной истории — фоссилии, гербарии, бабочки, чучела животных, скелеты.

Предметы из коллекций в большинстве случаев были пожертвованы музею отдельными лицами. Хотя некоторые произведения искусства были куплены музеем, многие были приобретены благодаря Фонду Брусебо, Обществу наследия и муниципалитету Готланд.
Наиболее значимыми постоянными выставками в музее являются зал картинных камней, Спиллингский клад и «1361 год — Битва за Готланд», рассказывающая о датском вторжении на Готланд в 1361 году под предводительством Вальдемара IV Аттердага и последовавших за этим битвами при Местерби и при Висбю.

## История

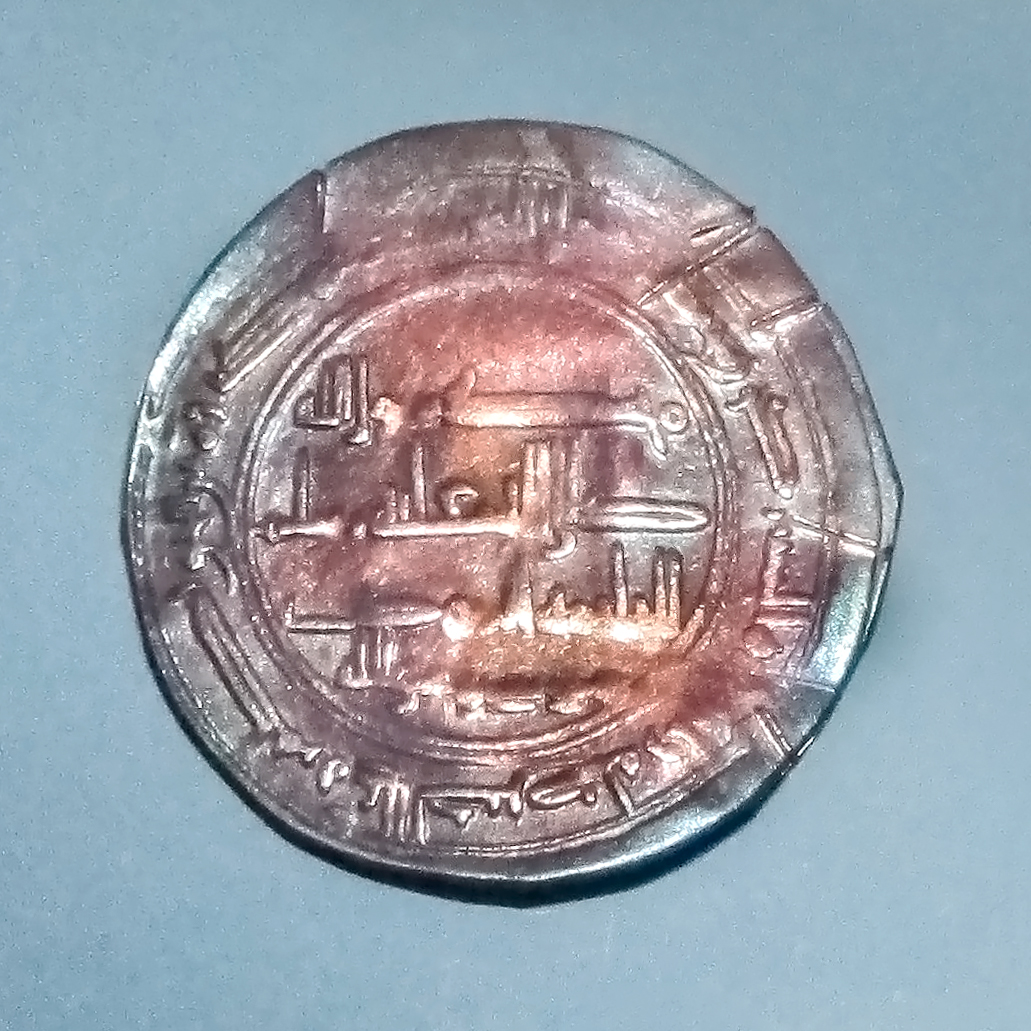
Хазарская серебряная монета с легендой на арабском языке: «Моисей - посланник Бога».

Музей был основан в 1875 году Обществом любителей древностей Готланда (Gotlands fornvänner) по инициативе Пера Арвида Севе. Цель заключалась в сборе исторических артефактов и предметов быта, связанных с Готландом, а также в документировании нематериальных аспектов жизни на острове.
В 1999 году в деревне Спиллингс на острове Готланд в Швеции были найдены три хазарские монеты, сделанные из высококачественного серебра, подражающие арабским дирхемам.
Две из них содержат надпись по-арабски «ард-ар-Хазар» — «Земля Хазар», а на третьей вместо традиционной надписи «Мухаммед — посланник Бога» стоит: «Моисей — посланник Бога».
К настоящему времени обнаружено пять «моисеевых» монет.
На протяжении многих лет функция музея оставалась неизменной. Он постоянно развивался по мере увеличения коллекций. Дома, фермы и другие здания были оставлены музею в завещаниях и за счет пожертвований, а число членов общества увеличилось с небольшой группы до более чем 2400 человек в 2015 году.
В 2011 году музей инициировал сетевой проект с другими музеями в странах Балтийского моря.

### Gotlands Fornvänner
Общество любителей древностей Готланда было основано 16 октября 1874 года. Инициатором был П. А. Севе; целью общества был сбор всех видов предметов, которые исторически использовались в повседневной жизни на Готланде, и сохранение их для будущих поколений. Народные сказки, песни, традиции, ремесленные навыки и другие аспекты жизни на острове, прошлые и настоящие, должны были быть записаны в книгах, журналах и заметках, а затем собраны в архив.

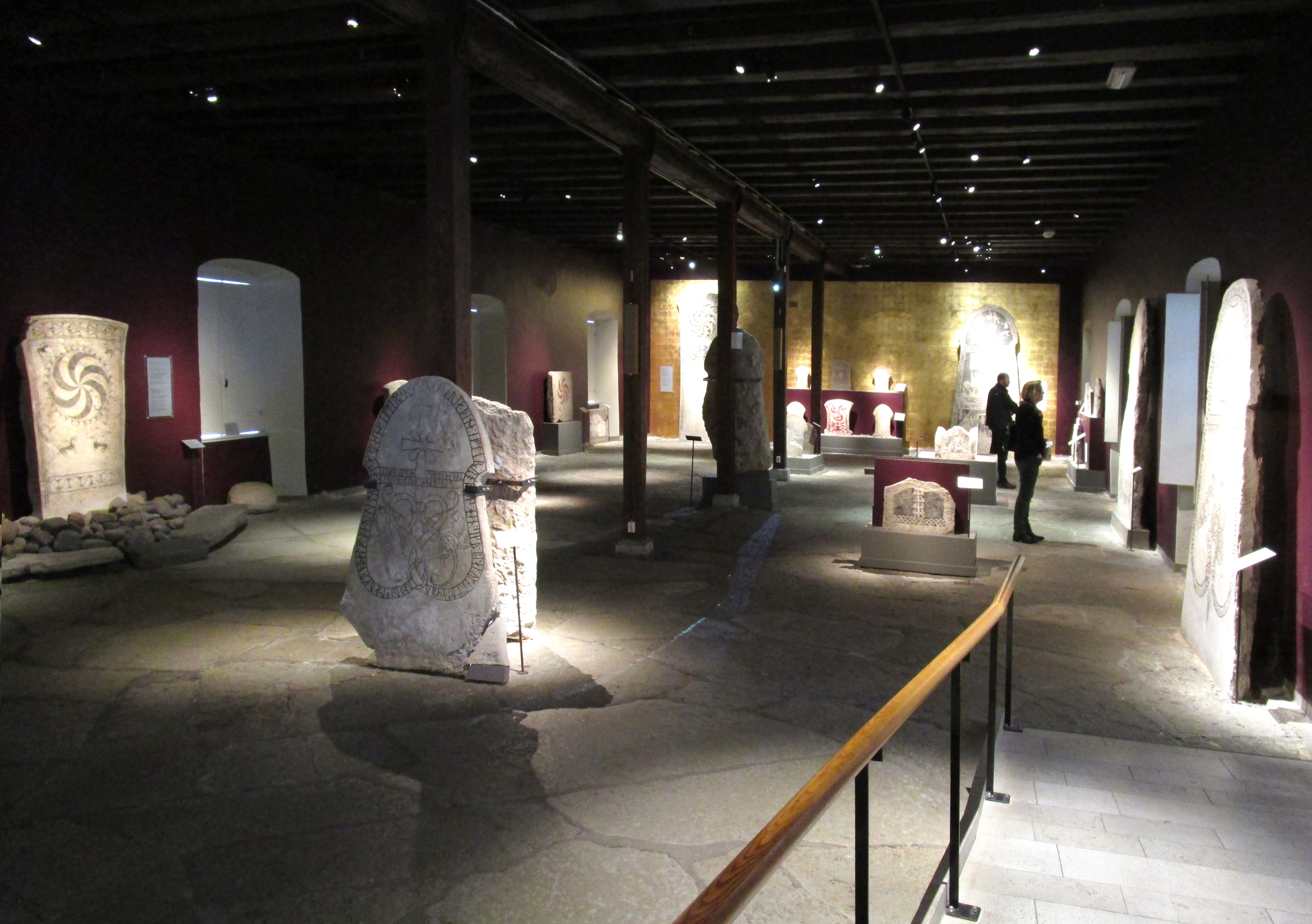
Зал картинных камней

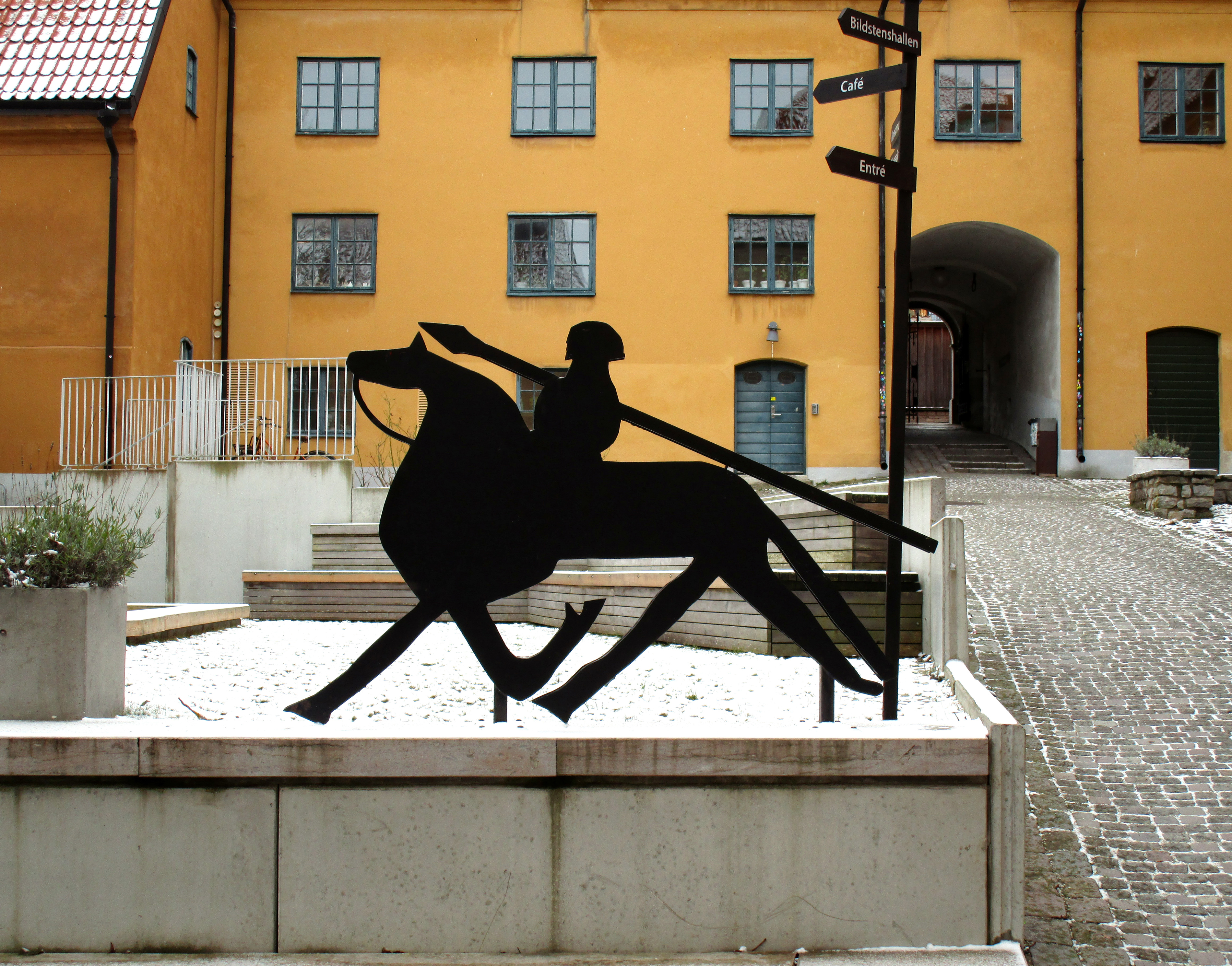
Логотип Готландского музея

22 мая 1875 года общество провело собрание, на котором было решено арендовать какое-то помещение для коллекций. Должен был быть создан и открыт для публики «Зал древностей» (Fornsal). Сначала общество арендовало зал в старой школе для девочек недалеко от Кафедрального собора Висбю, а в начале июля 1880 года общество купило старый винокуренный завод на Страндгатане, чтобы использовать его в качестве первого музея. Первый дом теперь известен как зал картинных камней (Bildstenshallen).
По состоянию на 2015 год, любителям древности Готланда принадлежит весь квартал, окружающий зал картинных камней. Обществу принадлежит несколько ферм и домов, которые также являются частью музея. Членство в обществе открыто для любого желающего за определённую плату.